# 吕利 (瓦兹省)
吕利（法語：Rully，法語發音：[ʁyli] ⓘ）是法国瓦兹省的一个市镇，属于桑利斯区。

## 地理
吕利（49°14'6"N, 2°43'40"E）面积15.45 平方千米，位于法国上法蘭西大區瓦兹省，该省份为法国北部内陆省份，北起索姆省，西接厄尔省和滨海塞纳省，南至塞纳-马恩省和瓦兹河谷省，东临埃纳省。
与吕利接壤的市镇（或旧市镇、城区）包括：拉赖、巴尔伯里、布拉瑟斯、弗雷努瓦勒吕阿、蒙泰皮卢瓦、内里、特吕米利。

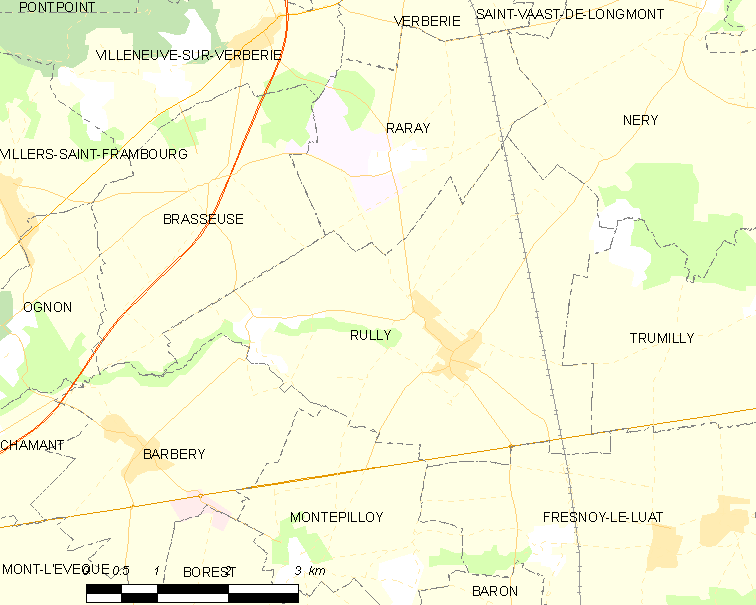
的OSM定位图

吕利的时区为UTC+01:00、UTC+02:00（夏令时）。

## 行政
吕利的邮政编码为60810，INSEE市镇编码为60560。

## 政治
吕利所属的省级选区为蓬圣马克桑斯县。

## 人口

1962-2008年间人口变化图示

吕利于2022年1月1日时的人口数量为751人。